# Isidoro Saracha
Isidoro Saracha ( * Casalarreina, La Rioja , 1733-Granada, 1803) fue un farmacéutico, botánico y monje benedictino español. Fue monje boticario del monasterio y de la villa de Santo Domingo de Silos (Burgos). Inició sus actividades recolectando plantas por las localidades próximas al monasterio (Aldea del Pinar y Rabanera del Pinar, entre otras).
El prestigio fue tal que sus libros Examen de boticarios y Modus facendi cum ordine medicando fueron prácticamente de obligada lectura, tenencia y consulta en las oficinas de farmacia hasta bien entrado el siglo XIX.
Intercambió correspondencia con eminencias de la botánica europea de su época y con importantes sociedades científicas extranjeras, que fueron estudiadas por Lorenzo Maté Sadornil y Antonio González Bueno en La Correspondencia científica del Padre Isidoro Saracha (1733-1803) (1994) conservada en el Archivo del Monasterio de Santo Domingo de Silos. La carta en la que Casimiro Gómez Ortega comunicaba el deseo de unos expedicionarios de Perú de dedicarle el género botánico Saracha se conserva aún encolada junto al ejemplar de Flora peruvianae et chilensis prodromus, publicada en Madrid en 1794, que fuera de su propiedad, y que está en la biblioteca del Monasterio de Silos.
Según Lizárraga Lecue, autor de La botica del Real Monasterio de Santo Domingo de Silos, los dos tejos del jardín botánico del monasterio de Silos fueron plantados por Isidoro Saracha.
En 2016, su libro inédito Economía médico-salutífera fue editado con el nombre A la salud por la miel: economía médico-salutífera del padre Isidoro Saracha (1783), con un estudio de Miguel C. Vivancos y César Javier Palacios. Saracha se manifestaba en contra del azúcar y a favor de su sustitución por la miel de abejas.

## Obras
- Economía médico-salutífera (1783)
- Examen de boticarios
- Modus facendi cum ordine medicando